# Paolo Tuttino
Paolo Tuttino (Vissandone, 17 aprile 1951) è un allenatore di calcio ed ex calciatore italiano, di ruolo centrocampista.

## Carriera
Esordisce in prima squadra nel campionato di Serie C 1969-1970, disputando 4 partite con la maglia dell'Udinese. Nella stagione successiva diventa titolare nel centrocampo friulano, disputando 37 partite con un gol, e a fine campionato viene prelevato dalla Sampdoria.
Debutta in Serie A il 31 ottobre 1971 sul campo del Catanzaro, totalizzando nella prima stagione due presenze. Nel novembre 1972 comincia a essere prestato nelle serie inferiori: Modena, Savona e Novese. A partire dalla stagione 1975-1976 si impone come titolare nella Sampdoria: resta nella formazione genovese per quattro stagioni, le prime due in A e le successive fra i cadetti.
Nell'estate 1979 torna in massima serie con la maglia dell'Avellino, dove però totalizza solo 12 presenze, e a fine stagione viene ceduto al Pisa, in Serie B, dove disputa 15 incontri nell'annata 1980-1981.
Nell'ottobre 1981 scende in Serie C1 con il Piacenza, con cui ottiene la salvezza nel campionato di Serie C1 1981-1982. Rientrato al Pisa, viene ceduto definitivamente al Viareggio, e chiude la carriera in formazioni liguri delle serie minori.
In carriera ha totalizzato complessivamente 71 presenze e 4 reti in Serie A e 85 presenze e 4 reti in Serie B.
Cessata l'attività agonistica, ha intrapreso quella di allenatore, suddividendosi fra serie minori e settori giovanili. Ha allenato i Pulcini della Sampdoria ed è responsabile e tecnico delle giovanili del Molassana Boero dove allena i 2013 e le leve inferiori 